# Aegidius Tschudi

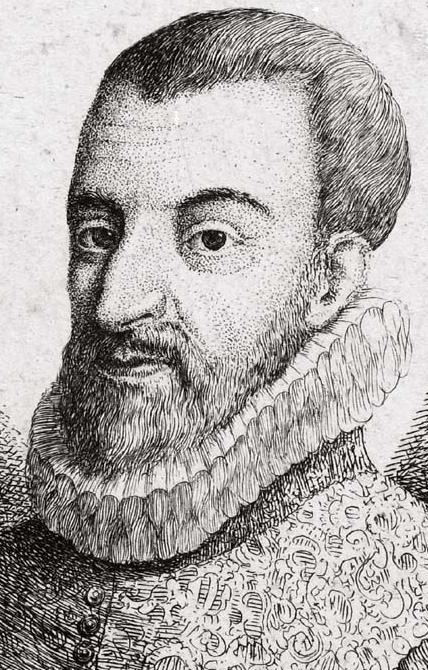
Aegidus Tschudi.

Aegidius (eller Gilg) Tschudi, född 1505 i Glarus, död där den 28 februari 1572, var en schweizisk skriftställare, kallad "schweiziska historieskrivningens fader", sonsons son till Jost Tschudi.
Tschudi deltog redan som yngling i tidens häftiga religiösa strider och visade sig alltid vara varmt övertygad romersk-katolik. År 1530 blev han landfogde i Sargans, var flera gånger landfogde i Baden och en kort tid 1536 kapten i fransk krigstjänst samt blev 1558 landammann i Glarus. Han sändes 1559 som edsförbundets ombud till riksdagen i Augsburg och utverkade där av kejsar Ferdinand allmän bekräftelse på förbundets privilegier. Tschudi tog framträdande del i de följande årens schweiziska inbördesstrider, det så kallade "Tschudikriget" mellan Glarus och "de fem orterna" samt nödgades 1562 för ett par år gå i landsflykt.
Under sina många och vidsträckta resor genomforskade Tschudi med utomordentlig flit klostrens och stiftens arkiv och bibliotek, samlade ett stort historiskt material och räddade genom sina avskrifter åt eftervärlden en mängd historiska urkunder, romerska inskrifter och dylikt. Av Tschudi:s arbeten utkom under hans livstid endast hans redan 1528 färdiga topografisk-antikvariska förstlingsverk, Die urallt warhafftiy Alpisch Rhetia (Basel, 1538), vartill hörde en för sin tid epokgörande schweizisk karta. Av J.J. Gallati utgavs 1758 Tschudis innehållsrika antikvariska arbete Gallia Comata, författat på 1540-talet. Tschudis förnämsta och mest bekanta verk är Chronicon Helveticum (omfattande tiden 1000-
1470, utgivet av Iselin i 2 band 1734-36), delvis ganska okritiskt nyttjat som en huvudkälla av J. von Muller. 
Tschudis otryckta arbeten, omkring 100 till antalet, behandlar, utom historia, även teologi, geografi, arkeologi, numismatik och heraldik samt förvaras dels i Zürichs statsarkiv och stadsbibliotek, dels i S:t Gallens stiftsbibliotek. Tschudi var den förste, som på grundval av verklig forskning sammanfattade en schweizisk landshistoria, liksom han tidigare grundlagt den schweiziska topografin. Först nutidens kritiska forskning har, sedan Tschudis arbete mer än ett århundrade behärskat uppfattningen av schweizisk historia, ådagalagt osäkerheten av Tschudis uppgifter och våghalsigheten i hans många teorier samt uppvisat, att han ibland ej ryggade tillbaka för att uppdikta hela urkunder. Hans lärdom, samlarflit och framställningskonst berörs dock ej av denna kritik.